# Magdeburgrettigheder
Magdeburgrettighederne (tysk: Magdeburger Recht) var en samling tyske bylove opkaldt efter lovgivningen i Magdeburg, der var udviklet i det Tysk-romerske rige gennem mange århundreder. De regulerede selvstyret i byer og landsbyer, der havde fået byrettigheder af deres herskere. Magdeburglovene var sandsynligvis de vigtigste middelalderlige nordtyske bylove og var anvendt af talrige monarker i Central- og Østeuropa.

## Magdeburgrettighedernes udbredelse
Magdeburglovene var især af betydning for de nye byer grundlagt i storfyrstendømmet Litauen og Polen, herunder Pommern, Preussen og Bøhmen, hvor de blev kendt som tysk eller germansk ret samt i Schlesien. Da domstolen i Magdeburg var højeste retsinstans for disse byer, bestemte Magdeburg (sammen med Lübeck) i praksis loven i Nordtyskland og Polen i flere århundreder.

## Magdeburglovenes bestemmelser
Som de fleste middelalderlove regulerede de primært handelen til fordel for lokale handlende og håndværkere, der udgjorde den vigtigste del af bybefolkningen.
Udenbys handlende, der kom til byen med varer, fik ikke tilladelse til at handle på egen hånd, men måtte sælge dem til byens handlende.
Som medlem af Hanseforbundet var Magdeburg en af de vigtigste handelsbyer, der opretholdt handelen mellem vest og byerne ved Østersøen.

## Jøders og tyskeres rettigheder
Jøder og tyskere konkurrerede om handelen i byerne, og da jøderne havde særlige privilegier og ikke blev betragtet som en del af den indfødte befolkning, blev de ikke alene udelukket fra at høste fordelene af Magdeburglovene, men deres forhold blev dårligere ved indførelse af dem.
En interessant bestemmelse var, at en jøde ikke kunne være "Gewährsmann" (dansk: ~ garant). Det betød, at han ikke kunne tvinges til at oplyse, fra hvem han havde de varer, der var solgt eller pantsat til ham, eller som blev fundet i hans besiddelse. Bestemmelsen var i praksis ensbetydende med tilladelse til hæleri.

## Byer med Magdeburgrettigheder
Lovene blev en milepæl i urbaniseringen af regionen og fremmede udviklingen i tusinder af landsbyer og byer. Ud over Magdeburg var udviklingen i vigtige byer baseret på Magdeburglovene eller en lokal variant. Det var tilfældet i Biecz, Frysztak, Sandomierz, Kraków, Kurów, Minsk, Polotsk, Poznań, Ropczyce, Łódź, Wrocław, Złotoryja, Vilnius, Trakai, Kaunas, Grodno, Kyiv, Lviv, Czernowitz (det nuværende Tjernivtsi i Ukraine), Brody, Lutsk, Volodymyr, Sanok, Snjatyn, Nizjyn, Bardejov, Humenné og Krupina nu i Slovakiet.